# ۱۶ روز فعالیت علیه خشونت جنسیتی
۱۶ روز فعالیت علیه خشونت جنسیتی (انگلیسی: 16 Days of Activism against Gender-based Violence)یک مبارزهٔ بین‌المللی با خشونت علیه زنان و دختران است، این کمپین هر ساله از ۲۵ نوامبر، روز بین‌المللی برای از بین بردن خشونت علیه زنان، تا روز ۱۰ دسامبر، روز حقوق‌بشر اجرا می‌شود. این ابتکار در سال ۱۹۹۱ توسط اولین مؤسسه رهبری جهانی زنان که توسط مرکز رهبری جهانی زنان (CWGL) در دانشگاه راتگرز حمایت می‌شد، به راه افتاد. در حال حاضر بیش از ۳۷۰۰ سازمان از حدود ۱۶۴ کشور در این انتخابات سالانه شرکت می‌کنند.

## روزهای مهم
- ۲۵ نوامبر - روز جهانی مبارزه با خشونت علیه زنان
- ۲۹ نوامبر - روز جهانی مدافعان حقوق‌بشر زنان
- ۱ دسامبر - روز جهانی ایدز
- ۵ دسامبر - روز داوطلب بین‌المللی توسعه اقتصادی و اجتماعی
- ۶ دسامبر - سالگرد قتل‌عام مونترال، که به عنوان روز ملی یادبود و اقدام علیه خشونت علیه زنان در کانادا دیده می‌شود
- ۱۰ دسامبر - روز بین‌المللی حقوق‌بشر و سالگرد اعلامیه جهانی حقوق‌بشر

## کمپین‌ها
هر سال، ۱۶ روز کمپین در برابر خشونت مبتنی بر جنسیت، یک موضوع جدید را معرفی می‌کند یا یک موضوع قدیمی را ادامه می‌دهد. این موضوع در یک منطقه خاص از نابرابری جنسیتی متمرکز است و کارهایی را برای توجه به این مسائل انجام می‌دهد و تغییرات را ایجاد می‌کند که روی همه تأثیر می‌گذارد. مرکز رهبری جهانی زنان هر ساله یک کیت عملی را که جزئیات نحوه شرکت در فعالیت‌ها و تغییرات کم‍پین را ارسال می‌کند،
- اولین کم‍ین در سال ۱۹۹۱ خشونت علیه زنان نقض حقوق بشر بود و زنان از سراسر جهان با مرکز رهبری جهانی زنان در اولین مؤسسه بین‌المللی رهبری زنان همگروه شدند. کمپین در سال ۱۹۹۲ دوباره استفاده شد.
- در سال ۱۹۹۳، موضوع دوم مبارزات انتخاباتی، دموکراسی در خانواده، دموکراسی خانواده‌ها، دموکراسی برای هر بدن بود.
- کمپین ۱۹۹۴ به اولین موضوع برگشت خورد، اما با یک تغییر جزئی. آگاهی، پاسخگویی، و اقدام: معرض خشونت علیه زنان نقض حقوق بشر بود.
- کمپین ۱۹۹۵، وین، قاهره، کپنهاگ و پکن: خانه‌های حقوق بشر زنان، بر چهار کنفرانس عمده، از جمله چهارمین کنفرانس جهانی زنان در پکن (سپتامبر ۱۹۹۵)، که "سومین کنفرانس بزرگ سازمان ملل متحد از زمان" کنفرانس جهانی حقوق بشر در وین (۱۹۹۳) "و" … به دنبال کنفرانس بین‌المللی جمعیت و توسعه (قاهره، ۱۹۹۴) و اجلاس جهانی توسعه اجتماعی (کپنهاگ، ۱۹۹۵) ".
- در سال‌های اخیر در زمینه موضوعات و کنفرانس‌های بزرگ‌سال ۱۹۹۵، موضوع تمدن سال ۱۹۹۶ به نام "آوردن خانه‌های حقوق بشر زنان" است: تحقق چشم‌انداز ما.
- کمپین سال ۱۹۹۷ خواستار حقوق بشر در خانه و جهان بود که به سمت کمپین جهانی حقوق بشر زنان در سال ۱۹۹۸ کار می‌کرد.
- موضوع کمپین در سال ۱۹۹۸ ایجاد یک فرهنگ احترام به حقوق بشر بود.
- موضوع کمپین سال ۱۹۹۹ تحت عنوان «اجرای آزادی آزادی از خشونت» مطرح شد.
- در سال ۲۰۰۰، موضوع جشن ۱۰ سالگی کمپین برگزار شد، که در آن شرکت کنندگان ۱۰ سال فعالیت کمپین را بررسی و بر این دستاوردها تأکید کردند. مرکز همچنین از شرکت کنندگان خواسته‌است تا اسناد و مدارک کار خود را برای شروع یک پروژه برای مستندسازی تلاش‌های این کمپین ارسال کنند.
- موضوع کمپین در سال ۲۰۰۱، نژادپرستی بود: خشونت بیشتر.
- موضوع کمپین در سال ۲۰۰۲ ایجاد فرهنگی بود که به خشونت علیه زنان خاتمه می‌داد.
- کمپین ۲۰۰۳، خشونت علیه زنان نقض حقوق بشر: حفظ موعد ده سال پس از وین (۱۹۹۳–۲۰۰۳)، بر بررسی تغییراتی که در ده سال از زمان اعلامیه وین که در نتیجه کنفرانس جهانی حقوق بشر رخ داده بود متمرکز بود حقوق در وین (۱۹۹۳) و پذیرش مجمع عمومی سازمان ملل متحد در مورد اعلامیه خلع خشونت علیه زنان (۲۰۰۳)
- کمپین سال ۲۰۰۴–۲۰۰۵ تحت عنوان "سلامت زنان" برای سلامت جهان تحت عنوان "خشونت بیشتر، به ویژه در مورد" تقاطع خشونت علیه زنان و بیماری همه گیر "اظهار داشت.
- کمپین سال ۲۰۰۶، ۱۶ سال ۱۶ روزه: پیشرفت حقوق بشر و پایان خشونت علیه زنان، نه تنها کسانی را که در کمپین شرکت کرده‌اند، بلکه کسانی که جان خود را از دست داده‌اند یا در طول مبارزه با نابرابری جنسیتی رنج می‌برند
- کمپین سال ۲۰۰۷ تحت عنوان «اجرای تقاضا، موانع مواجه شد: خشونت علیه زنان.
- عنوان کمپین ۲۰۰۸ حقوق‌بشر برای زنان بود و حقوق‌بشر برای همه UDHR60 که سالگرد اعلامیه جهانی حقوق‌بشر را جشن گرفت.
- کمپین ۲۰۰۹ اعلام شد، قانون، تقاضا: می‌توانیم خشونت علیه زنان را پایان دهیم.
- کمپین در سال ۲۰۱۰، ۲۰ سال از ۱۶ روز فعالیت در مبارزه با کمپین خشونت جنسی را مشخص کرد و تحت عنوان "ساختار خشونت: تعریف تقاطع نظامی و خشونت علیه زنان" نامگذاری شد.
- از سال ۲۰۱۱ تا ۲۰۱۴ موضوع کمپین از صلح در خانه تا صلح در جهان بود: بیایید مبارزه کنیم و به خشونت علیه زنان پایان دهیم.
- در ۲۰۱۵ و ۲۰۱۶، موضوع این کمپین از صلح در خانه تا صلح در جهان بود: آموزش برای همه